# Christian Gernandt (målare)
Christian Laurentius Gernandt, född 25 december 1765 i Vittskövle, Kristianstads län, död 19 januari 1825 i Malmö, var en svensk målare.

## Biografi
Christian Gernandt var son till inspektören Johan Conrad Gernandt och Brita Christina Hoberg samt bror till silhuettfabrikören Philip Gernandt. Gernandt fick sin första utbildning som konstnär i Stockholm och i de svenska besittningarna i Rügen och Vorpommern, varifrån hans släkt härstammade. Han fick burskap som målare i Malmö 1810 och var huvudsakligen verksam i Skåne fram till sin död. I sin konst har han influerats av Philip Hackerts väggmålningar i Rügen och Stralsund.
Han blev populär som dekorationsmålare och många fastighetsägare ville få sina väggar dekorerade med landskapsmålningar utförda av Gernandt. Bland hans arbeten märks väggmålningar i Vittskövle, Bälteberga, Osbyholm, villa Midhem, Knutstorp och dekorationsmålningarna i Katrinetorps bottenvåning som framställer motiv från antiken med bland annat klassiska tempel samt mer romantiskt inspirerade naturmålerier. Han utförde även målningar i Fläkta Örns fastighet vid Stortorget i Malmö och på Malmö gamla teater. Som stafflikonstnär målade han tavlor i olja och gouache. Han var under 1800-talets första år bosatt i Köpenhamn, men det finns inga kända uppgifter om hans verksamhet där. Gernandt är representerad vid Malmö museum och på Kulturen i Lund.